# 塞克斯伯
塞克斯伯（？—约674年）是威塞克斯王国的女王，她也被称为格威塞（统治威塞克斯的部落早期使用的名字）女王。她在她的丈夫威塞克斯国王琴瓦尔死后，统治了威塞克斯大约一年时间，这件事发生在672年。在盎格鲁-撒克逊英格兰，一个妇女拥有统治权极为罕见，她是那个时代英格兰的统治者中唯一的妇女。她的统治时间可能超过了一年，因为《盎格鲁-撒克逊编年史》记载，下一位威塞克斯国王继位发生在674年。
不过，据比德记载，在琴瓦尔死后，副王们掌管了王国的政府，所以编年史可能回避了当时发生的复杂情况。
674年，塞克斯伯的王位被埃什温继承。